# 竹内詩乃
竹内 詩乃（たけうち しの、2002年〈平成14年〉7月15日 - ）は、日本の女優。千葉県出身。

## 略歴
- 2016年
  - 原宿・竹下通りでスカウトされ、9月よりイトーカンパニーに所属する。
- 2017年
  - 1月 - CLOW 『Hair Make』にてMV初出演。
  - 3月 - オフィシャルブログを開設。
  - 4月 - 同じ事務所所属の結城亜実、水原雅、広橋佳苗、瑚々と共に、定期イベント「第3火曜はTOWERでSHOW!!」に出演。ファッション雑誌『LOVE berry』（徳間書店）のレギュラーモデル「ベリモ」に就任。
  - 7月 - マザー牧場イメージガールに就任。
  - 9月 - 特集ドラマ『眩～北斎の娘～』（NHK総合）にてドラマ初出演。
  - 12月 - Instagramアカウントを開設。
- 2018年
  - 4月 - 『やけに弁の立つ弁護士が学校でほえる』（NHK総合）にて連続テレビドラマ初出演。
  - 5月 - 女優養成プロジェクト「アクトレスインキュベーション（略称：AI）」第7シーズンに参加。
  - 8月 - スマホアプリ「mysta」のイベント「ガールズ 韓国ビューティーツアー獲得!いいね!もらえる夏っぽ動画」にて1位を獲得。
  - 10月 - TikTokアカウント、Twitterアカウントを開設。
  - 12月 - インターネットテレビ番組『シブオビ』の水曜ウダガールとしてレギュラー出演。『小柳ゆき I'm Fun Area』（FM FUJI）にてラジオ初出演。
- 2019年
  - 4月 - 第11回 沖縄国際映画祭にて映画祭初参加、初レッドカーペット。
  - 7月 - オフィシャルブログの更新を終了。
  - 8月 - 『私たちは、』にて映画初出演・初主演。『海を視る、』にて舞台初出演・初主演[注 1]。
- 2021年
  - 2月 - 「第8回日本制服アワード」にて、女子グランプリを受賞[3]。15日に『週刊プレイボーイ』（集英社）にて初水着グラビア掲載、初ソロ写真集「ショートカット革命!」（電子書籍限定）発売。
- 2022年
  - 7月 - 20歳の誕生日に当たる15日に紙媒体書籍としての初写真集「内緒」を発売[4]。
- 2023年
  - 4月 - 6年半所属したイトーカンパニーからブリングスに移籍。

## 人物
- 家族は父、母。一人っ子である。愛犬はシーズー犬の「リリー」[5][6]。
- 特技はバイオリン、空手[1]。
  - バイオリンは5歳[7]から現在[注 2]まで習っている。
  - 空手(型[注 3])は小学3年生から現在[7]まで習っている。流派は礼和流[注 4]。
  - 空手を習い始めたきっかけは、『らんま1/2』に影響されたため[注 5]。
- 趣味は読書、キャンプ、御朱印収集[1]。また鉱物収集も趣味としている。
  - 好きな鉱物はラピスラズリ[8]。
- 得意な教科は日本史。
  - 日本史で一番好きな時代は平安時代[9]。
- 部活は小学校：合唱部[10]、中学校：テニス部[注 6]、および帰宅部[10][注 7]、高校：フラ・タヒチアンダンス部[11]、大学：茶道部。
- 好きな色は青、白[注 8]
- 好きなアーティストは宇多田ヒカル [12]。
  - 宇多田ヒカルの好きな曲は『Kiss&Cry』[13]。
- 好きな漫画は『ドラえもん』、『鬼滅の刃』、『宝石の国』、『犬夜叉』。
  - 『ドラえもん』の好きなキャラクターはドラえもん。
  - 『鬼滅の刃』の好きなキャラクターは嘴平伊之助[注 9]。
  - 『宝石の国』の好きなキャラクターはラピスラズリ[注 10]。
  - 『犬夜叉』の好きなキャラは桔梗と殺生丸[注 5]。人生で最初にハマった漫画である[注 5]。
- 好きな映画は『かぐや姫の物語』。
  - 好きな劇中曲は『天人の音楽』[14]。
- 好きな食べ物は魚全般。好きなスイーツは抹茶系。
- 好きな動物はアルパカ、ペンギン、犬[12]。

## 出演

### テレビドラマ
- 眩～北斎の娘～（2017年9月18日、NHK総合） - おなみ 役
- やけに弁の立つ弁護士が学校でほえる（2018年4月21日 - 5月26日、NHK総合） - 澤田菜摘／生徒 役
- 相棒 season17 16話（2019年2月20日、テレビ朝日） - 笹山明希 役
- おじさんが私の恋を応援しています（脳内）（2022年2月14日 - 2022年4月4日、TOKYO MX） - 近藤飛鳥 役[15]

### その他テレビ番組
- 痛快TV スカッとジャパン 「スカッとばあちゃん」（2021年9月13日、フジテレビ） - カフェでランチしていた女性 役

### 映画
- 私たちは、（2019年8月3日、ユナイテッドエンタテインメント） - 竹内詩乃／あかり 役 [16]
- to… 「Part.3」（2021年7月24日、RARERU） - 楠本 役
- 彼女が好きなものは （2021年12月3日、アニモプロデュース） - 難波由香 役

### 舞台
- 海を視る、 （2019年8月20日 - 2019年8月23日、文化シヤッターBXホール） - 添田沙希 役 [2]
- 少女夢幻論Ⅱ （2021年11月24日 - 2021年11月28日、サンモールスタジオ）
  - 夢チーム「最終弁論」 - コンドウ 役
  - 幻チーム「点火」 - ガールズバー店員 役
- フラガール - dance for smile - （2022年5月14日 - 2022年5月23日、新国立劇場 中劇場） - 山田しの 役

### ラジオ
- 小柳ゆき I'm Fun Area（2018年12月14日、エフエム富士）[注 11]
- 春先取り！いちごトレイルラン in マザー牧場（2018年12月22日、かずさエフエム）[17]
- 島ぜんぶでおーきな祭 第11回沖縄国際映画祭 お出かけ生放送（2019年4月21日、RBCiラジオ）
- 小塚アナの褒めタイム！（2022年7月19日 放送予定、ラジオNIKKEI第1）

### インターネットテレビ
- AbemaエンタメNEWS「とれたて！フレッシャーズ」（2018年7月25日、AbemaTV）
- 藤江れいなのプチプラ☆マキアート #2（2018年10月2日、ワロップ放送局）[注 12]
- シブオビ（2018年12月3日 - 2019年3月29日、dTVチャンネル）- 水曜ウダガール（レギュラー）[注 13]
- ABEMAニュース「ABEMAエンタメ新春SP」（2021年1月1日、AbemaTV）

### WEB配信ドラマ
- フラーハウス season3 10話（2017年12月22日、Netflix） - 原宿ガール 役
- 悪魔とラブソング（2021年6月19日 全8話配信開始、Hulu） - 河野恵 役

### その他WEB配信
- Jinnan Style（2016年12月9日 - 2018年9月14日、itohcompany）[注 14]
- 溝口恵のgirls!Showroom
  - #6（2017年3月11日）
  - #7（2017年7月16日）
  - #9（2017年10月19日）
  - #11（2018年4月15日）
  - #12（2018年11月3日）
  - X'masスペシャル（2018年12月24日）
- アクトレスインキュベーション 第7シーズン（2018年5月13日 - 2019年2月24日、株式会社ドラマデザイン社）[18]
- 【ハロウィン】心霊スポットに行ったら大変な目に合いました（2018年10月27日、itohcompany）[19]
- ZENSHIN-TIGHTS GIRLS ／ ZENSHIN-TIGHTS GIRLS & BOY（itohcompany）
  - Creature(生き物編)（2018年11月30日）[20]
  - Stationery(文房具編)（2018年12月1日）[21]
  - Vegetable(野菜編)（2018年12月4日）[22]
  - Dinosaur(恐竜編)（2018年12月6日）[23]
  - Sign(シンボル編)（2018年12月7日）[24]
  - Sushi(寿司編)（2018年12月8日）[25]
  - Special Edition（2018年12月11日）[26]
  - Free Style（2018年12月14日）[27]
  - Challenge （2018年12月15日）[28]
- 日本の女子高生と原宿デートしてみたら超インスタ映え。（2018年12月4日、サンエン台湾）[29]
- 日本のイマドキの子に3万円渡したら、どう使う？（2018年12月11日、サンエン台湾）[30]
- 【祝】トレエン斎藤さんとペペペペア動画（2018年12月24日、itohcompany）[31]
- 【リスペクト】アンジュルム キソクタダシクウツクシク（2019年3月22日、ITOH COMPANY PLUS）[32]
- ライブ 藍坊主ツイキャス #540333495（2019年4月24日、藍坊主）
- 【密着ドキュメント】映画「私たちは、」初日舞台挨拶&ケボーンダンス!（2019年8月9日、ITOH COMPANY PLUS）[33]
- 岸田タツヤくんの後輩でケボーンダンス!（2019年8月10日、ケボーンダンス東映Official）[34]
- 大家族ヒーロー戦隊ファミリーズ（2019年11月8日、TOKU channel）[35] [36]
- 【竹内詩乃主演 】「十七、」ショートムービー（Shino Takeuchi starring Short movie「Seventeen,」）（2020年7月15日、ITOH COMPANY PLUS）[37]
- 映画『私たちは、』（2020年7月31日 - 2020年11月30日、MIRAIL(ミレール)）[38][39]
- 映画『to…』オンライン上映会（2021年7月25日、RARERU）

### MV
- CLOW『Hair Make』（2017年1月13日）[40] [41]
- 藍坊主『群青』（2017年5月21日）[42] [43]
- ベリーグッドマン
  - 『ライオン』（2018年8月14日） - 弥生 役 [44]
  - 『ドリームキャッチャー』（2018年8月20日） - 弥生 役 [45]
- SCAPEGOAT『ラブカ』（2019年3月23日）[46]
- 岡ひか from Boom Trigger『アオハルラプソディー』（2020年11月13日）[47]

### 広告
- ヨコハマタイヤ オリジナルショートムービー『雨の出会い坂』第2話「約束」（2017年3月 - ） - 中田智子 役
- 株式会社アダストリア studio CLIP WEB＆店頭ムービー「まいにち、よりみち。」（2017年3月 - 2018年2月）[48]
- マザー牧場イメージガール（2017年7月 - ）[49] [50]
- Samsung Galaxy S8 「マルチウィンドウ」機能 WEBムービー（2017年9月 - ）[51]
- 株式会社チヨダ 東京靴物流センター TVCM「新しい靴で始めよう！」篇（2019年3月 - 2019年5月）[52]
- CONOMiイメージモデル（2021年2月 - 2022年1月）[53]
- 福岡ソフトバンクホークス「タカガール」キャンペーンCM （2021年3月 - ）
- 八幡屋礒五郎 TVCM「おいしいのは、お昼休みです」（2021年10月 - ）
  - 女子篇A [54]
  - 女子篇B [55]
  - 男子篇 [56]

### 書籍
- NEXT GIRL図鑑 2019（2018年11月19日、玄光社）
- 制服美少女情景図鑑（2019年10月31日、玄光社）[57]
- キスして。（2021年1月29日、玄光社）
- 竹内詩乃写真集「ショートカット革命!」（電子書籍限定）（2021年2月15日、集英社）
- 髪は短し 恋せよ乙女 （2021年4月16日、二見書房）
- 竹内詩乃 グラから見るか?エモから見るか?ヤンマガデジタル写真集（電子書籍限定）（2021年5月15日、講談社）
- 竹内詩乃写真集「現役女子大生のトリセツ。」（電子書籍限定）（2022年4月4日、集英社）
- 竹内詩乃 初写真集 『内緒』（2022年7月15日、ワニブックス）

### 雑誌
- BOMB 2017年4月号（2017年3月9日、学研プラス）
- 週刊ヤングジャンプ No.19（2017年4/20号）（2017年4月6日、集英社）
- LOVE berry Vol.7～11（2017年4月 - 2017年12月、徳間書店）
- Top Yell 2017年7月号（2017年6月6日、竹書房）
- girls! vol.50（2017年6月12日、双葉社）
- CM NOW No.188（2017年8月10日、玄光社 ）
- フォトテクニックデジタル 2017年11月号（2017年10月20日、玄光社）
- girls! vol.52（2017年12月14日、双葉社）
- CM NOW No.194（2018年8月10日、玄光社 ）
- フォトテクニックデジタル 2020年11月号（2020年10月20日、玄光社）
- BOMB 2021年3月号（2021年2月9日、ワン・パブリッシング）
- CM NOW No.209（2021年2月10日、玄光社 ）
- 週刊プレイボーイ No.9（2021年3月1日号） （2021年2月15日、集英社）
- ポポロ 2021年4月号（2021年2月22日、麻布台出版社）
- GIRLS STREAM 03（2021年3月11日、玄光社）
- フォトテクニックデジタル 2021年6月号（2021年5月20日、玄光社）
- アップトゥボーイ vol.303（2021年7月号）（2021年5月21日、ワニブックス）
- アップトゥボーイ vol.306（2021年10月号）（2021年8月23日、ワニブックス）
- アップトゥボーイ vol.310（2022年2月号）（2021年12月23日、ワニブックス）
- アップトゥボーイ vol.313（2022年5月号）（2022年3月23日、ワニブックス）
- 週刊プレイボーイ No.16（2022年4月18日号）（2022年4月4日、集英社）
- FLASH 1644号（2022年5月10日・17日号）（2022年4月26日、光文社）
- アップトゥボーイ vol.316（2022年8月号）（2022年6月23日、ワニブックス）
- FLASH 1653号（2022年7月19日号）（2022年7月5日、光文社）

### イベント
- 第3火曜はTOWERでSHOW!!（2017年4月 - 2017年12月、東京タワー大展望台1F Club333）[58] [注 16]
- マザー牧場55周年の集い（2017年7月8日、マザー牧場）
- 第3火曜はTOWERでSHOW!!ファイナル（2017年12月23日、浅草六区ゆめまち劇場）
- Xmas FAN MEETING 2017 ～especially for you～（2017年12月23日、浅草六区ゆめまち劇場）[注 17]
- マザー牧場がやってくる！「羊の毛刈りショー」＆「マーモママとのじゃんけん大会」（2018年7月21日、ラゾーナ川崎プラザ 2Fルーファ広場 グランドステージ）
- 渡辺あゆ香ライブステージ／サマーナイトファーム花火点火式（2018年8月25日、マザー牧場）
- いちごトレイルラン（2018年12月22日、マザー牧場）[17]
- AI Presents eve2 Christmas（2018年12月23日、ドラマデザイン社スタジオ）[注 18]
- 映画『私たちは、』
  - 完成披露試写会・決起集会（2019年3月21日、TCC試写室・カラオケの鉄人 新橋店）[60] [注 19]
  - 第11回 沖縄国際映画祭 ワールドプレミア上映（2019年4月20日、桜坂劇場ホールA）[62]
  - 第11回 沖縄国際映画祭 レッドカーペット（2019年4月21日、国際通り）
  - 女子高生・女子大生限定試写会（2019年6月24日、渋谷某所）
  - 先行披露試写会（2019年7月30日、ユーロライブ）[63]
  - 舞台挨拶・東京（2019年8月3、4日、K's cinema）[64]
  - 舞台挨拶・大阪（2019年9月20日、シアターセブン）
- 映画『to…』
  - 上映会（2021年7月24、25日、ユーロライブ） [注 20]
  - 舞台挨拶（2022年5月6日、池袋シネマロサ）
- 竹内詩乃 初写真集『内緒』発売記念イベントお渡し会・スペシャルイベント（2022年7月16日、SHIBUYA TSUTAYA 8Fイベントスペース） [注 21]

### その他
- ♡ラブニュー限定記事♡ ブランドコレクション イーハイフン ワールドギャラリー 2017Spring vol.2（2017年5月9日、徳間書店）[66]
- ♡ラブニュー限定記事♡ ブランドコレクション イーハイフン ワールドギャラリー 2017Spring vol.5（2017年5月12日、徳間書店）[67]
- ラブベモデルの❣️ 私服見せて❣️❣️❣️ 竹内詩乃編🌟（2018年2月26日、徳間書店）[68]